# Alpven
Alpven, Agrostis alpina är en gräsart som beskrevs av Giovanni Antonio Scopoli. Alpven ingår i släktet ven, och familjen gräs. Inga underarter finns listade i Catalogue of Life.